# Миронов, Геннадий Николаевич
Геннадий Николаевич Миронов — советский архитектор и ботаник. Лауреат Государственной премии СССР (1981).

## Биография

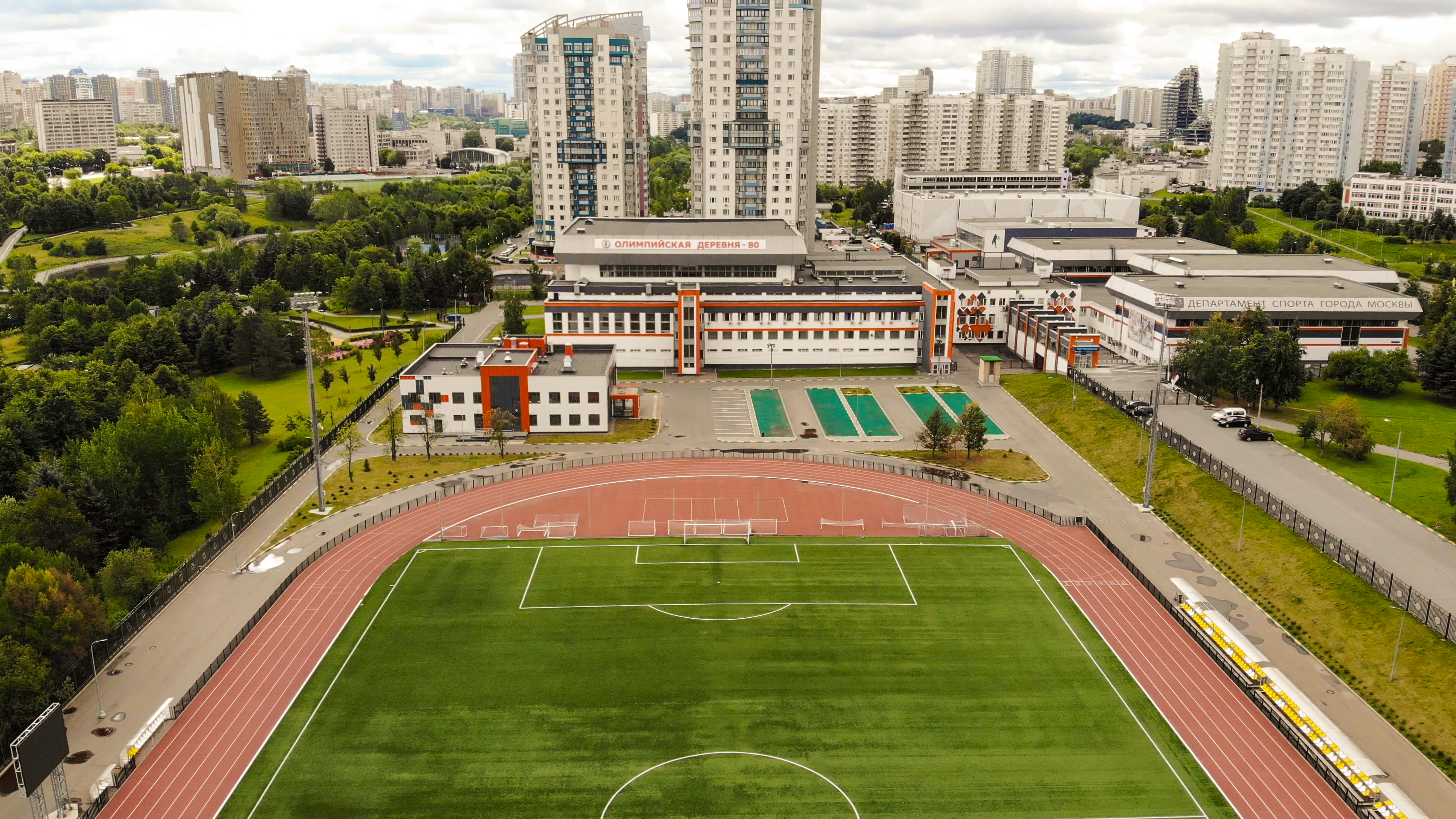
Спортивный комплекс
Олимпийской деревни

Окончил Тимирязевскую академию, получив специальность агронома-плодовода. Был одним из основателей ботанического сада Мордовского государственного университета. В 1960 году первым был зачислен в его штат, разработал план будущего сада. В соответствии с проектом Г. Н. Миронова осенью 1961 года в дендрарии ботанического сада начались первые посадки.
В 1961 году Г. Н. Миронов перешёл на работу в Управление внешнего благоустройства ГлавАПУ, где занимался вопросами охраны природы и проектированием зон отдыха. Вскоре поступил в Московский архитектурный институт, по окончании которого стал работать в мастерской № 3 управления «Моспроект-1» (позднее получившей № 15) под руководством Е. Н. Стамо.
Работая в мастерской № 3, Г. Н. Миронов принимал участие в разработке проектов детальной планировки Озёрной и Мосфильмовской улиц, района Плющихи, участвовал в проектировании застройки территории МГУ и разработке технического проекта застройки квартала 41 Тропарёва. Он был автором индивидуальных проектов кинолектория на Васильевской улице, спортивно-оздоровительного комплекса МИДа, спортивного комплекса Олимпийской деревни. Возглавлял бригаду авторского и технического надзора на сооружении Олимпийской деревни. В начале 1980-х годов в качестве руководителя архитектурный бригады занимался проектированием и строительством комплекса посольства ФРГ в Москве.
В соавторстве со скульптором А. Д. Казачком выполнил архитектурное оформления скульптуры «Прометей» в Волгореченске (1975) и памятник В. И. Ленину в молдавском городе Каушаны (1976). Автор мемориальных досок журналисту М. Е. Кольцову (1972; совместно со скульптором А. Д. Казачком и архитектором Н. В. Пелевиной), экономисту К. В. Островитянову (1972; совместно со скульптором А. Д. Казачком и архитектором Н. В. Пелевиной), актрисе А. К. Тарасовой (1975; совместно со скульптором А. М. Ненашевой и архитектором Н. В. Пелевиной). Автор надгробия актрисы О. И. Пыжовой на Новодевичьем кладбище (совместно со скульптором А. Д. Казачком).
Был парторгом мастерской № 3 с 1972 года.

## Награды
- Государственная премия СССР (1981) — за архитектуру Олимпийской деревни в г. Москве[7].